# Levuana irridescens
Levuana irridescens је изумрла врста инсекта из реда лептира (лат. Lepidoptera) и породице Зигене (лат. Zygaenidae).

## Распрострањење
Фиџи је био једино познато станиште ове врсте.

## Станиште
Врста Levuana irridescens је имала станиште на копну.

## Угроженост
Ова врста је наведена као изумрла, што значи да нису познати живи примерци.